# Dislipoproteinemia
Las dislipoproteinemias son alteraciones cualitativas y cuantitativas en el metabolismo de las lipoproteínas. Mientras que las cualitativas se caracterizan por alteraciones estructurales o de la composición de las lipoproteínas , en las cuantitativas existe una disminución o un aumento de su concentración que rebasa los límites normales (produciéndose hipolipoproteinemias e hiperlipoproteinemias, respectivamente).

## Características generales
En su conjunto, las hiperlipoproteinemias constituyen los trastornos más frecuentes de las lipoproteínas plasmáticas. Estos desórdenes pueden guardar relación con un aumento del riesgo ateroesclerótico y también estar asociados con otras manifestaciones clínicas como la hepatomegalia, la pancreatitis o el acúmulo de depósitos xantomatosos, entre otros.[cita requerida]
Existen lipoproteínas ricas en triglicéridos y otras en colesterol, por lo que el aumento de alguna de estas fracciones lípidolipídicas principales en el plasma se corresponde con el aumento de las lipoproteínas correspondientes, dando lugar a las hiperlipoproteinemias.
Este fenómeno puede tener su origen en alteraciones genéticas o ser una consecuencia metabólica de determinadas enfermedades sistémicas como la diabetes mellitus.

## Clasificación
Para tener una visión integral del paciente con hiperlipoproteinemia, poder hacer un diagnóstico preciso y aplicar un tratamiento adecuado, es necesario basarse en una correcta clasificación de las mismas; de esta manera pueden clasificarse teniendo en cuenta diferentes criterios, como son su origen y el tipo de lipoproteína con la que guarde relación.[cita requerida]

### Hiperlipoproteinemias según su origen

#### Hiperlipoproteinemias primarias o familiares
caracterizadas por tener su origen en una alteración genética, de la cual se pueden derivar las alteraciones siguientes:

##### Déficitsenzimáticos
como de lipoprotein lipasa (LPL) o de lecitin colesterol acil transferasa (LCAT).

##### Déficit deapoproteínas(APO)
por ejemplo de APO CU y la APO H (cofactor y modulador de la LPL, respectivamente). 

##### Defecto dereceptoresde lipoproteínas
como es el caso de receptores de LDL.
Las manifestaciones de estas alteraciones dependen de la afectación que cada tipo de deficiencia provoque en el metabolismo de las lipoproteínas. Algunas formas primarias se presentan con una frecuencia relativamente alta en la población y, con frecuencia, se asociadan con un alto riesgo aterogénico.
- Hiperlipoproteinemias secundarias: comprenden un grupo de trastornos de los lípidos que se encuentran asociados con algunas enfermedades o trastornos metabólicos como la diabetes mellitus, la obesidad, el hipotiroidismo y algunas enfermedades hepáticas y renales. También pueden se inducidas por un consumo elevado de glúcidos o de grasas en la dieta, por ingesta excesiva de alcohol y por la acción de ciertos medicamentos.

Estas formas secundarias, muy frecuentes en la población,[cita requerida] suelen ser reversibles con un tratamiento adecuado o con un cambio en el estilo de vida del paciente.

### Hiperlipoproteinemias según el tipo de lipoproteínas afectadas
Según los criterios de Fredrickson, las hiperlipoproteinemias se clasifican en 5 tipos (I a IV). Para clasificar una hiperlipoproteinemia se requiere la determinación cuantitativa de las LDL y de las VLDL en el suero del paciente después de 12 horas de ayuno, para lo cual se pueden utilizar diferentes procedimientos. La clasificación de Fredrickson está basada en los resultados de pruebas de laboratorio como la ultracentrifugación y la electroforesis. Para lograrlo se cuantifican las concentraciones de colesterol total y de triglicéridos en el suero y se hace la prueba de los quilomicrones, como es el examen visual del suero (tras haber permanecido en un tubo de ensayo a 4 °C durante 12 h) que informa acerca de la presencia de quilomicrones; esta prueba es positiva si aparece una capa cremosa flotando en la superficie. Los procedimientos para hacer esta clasificación se basan en el conocimiento del tipo de lípido principal que transporta cada una de las lipoproteínas. 
Este sistema de clasificación ha sido aceptado internacionalmente y es utilizado en diversos laboratorios clínicos como un criterio operativo fundamental para el diagnóstico de las hiperlipoproteinemias, que contribuye a orientar el tratamiento. La clasificación permite, además, un manejo clínico práctico del paciente, al mismo tiempo que aporta elementos para la comprensión de los trastornos fisiopatológicos que se presenten.
- Datos: Q5808459